# Lolita (cantante)
María Dolores González Flores (Madrid; 6 de mayo de 1958), conocida artísticamente desde sus inicios como Lolita y posteriormente como Lolita Flores, es una cantante, actriz y presentadora de televisión española.

## Biografía
Nació en 1958 en Madrid y se crio en el barrio de Chamberí como la primogénita del matrimonio formado por Lola Flores y Antonio González. Es la hermana mayor de los cantantes y actores Antonio Flores y Rosario Flores y de otros dos hermanos por parte de padre (la bailaora Antonia González "La Pescaílla" y el guitarrista Juan Santos). Sus padrinos de bautismo fueron la actriz y cantante Paquita Rico y el productor de cine Cesáreo González.
Es sobrina de la cantante y actriz Carmen Flores, prima hermana del exfutbolista Quique Sánchez Flores y tía de la también actriz Alba Flores.
Desde pequeña actuaba junto a su padre en fiestas familiares, aunque no sería hasta 1975 cuando se dio a conocer como cantante y actriz en el panorama artístico español.
Tras un romance con el torero Francisco Rivera "Paquirri", se casó el 23 de abril de 1983 con el argentino Guillermo Furiase de manera civil en el Juzgado de Marbella, y el 25 de agosto de ese mismo año bajo el rito religioso en la Iglesia de la Encarnación de Marbella (Málaga). Fue la boda más sonada del año junto a la de Isabel Pantoja y la más recordada dentro de la historia de la prensa rosa española debido a los miles de personas que abarrotaron el templo, fruto de la popularidad de la protagonista y su familia. Ello hizo que la pareja tuviese que casarse en el despacho del cura dentro de la sacristía de la parroquia. Su padrino de boda fue Manuel Benítez «El Cordobés» y la madrina, su madre, Lola Flores.
Durante la celebración, Lola Flores protagonizó uno de sus momentos más recordados cuando, desde el propio altar, se dirigió al público congregado rogando desalojasen el templo para que su hija se pudiese casar lanzando frases que se han hecho populares:

Mi hija no se puede casar. Así que si me queréis a mí, marcharse. Si me queréis algo, irse.

Tras varios intentos por ser madre, en 1988 nació su hija Elena Dolores Furiase González, también actriz y escritora, y en 1993, su segundo y último hijo, Guillermo Antonio Furiase González, guitarrista y cantautor, que llegó a formar el grupo Albha. En 1994 sufrió una grave operación a cuenta de un nuevo embarazo, pero en esta ocasión fue extrauterino, lo que provocó el no poder ser madre nunca más.
El 15 de mayo de 1995 falleció su madre y dos semanas después lo hizo su hermano. Tras la pérdida de ambos, se separó de su marido tras doce años de matrimonio.
En 1999 falleció su padre, año en el que inició romance con el presentador y actor Juan y Medio, con el que estuvo durante algunos años.
Posteriormente en 2005, durante su trabajo en la obra de Teatro Ana en el trópico conoce a su nueva pareja, el actor cubano Pablo Durán.
En octubre de 2010 salió a la venta el libro Lolita. Flores y alguna espina (mr ediciones, Grupo Planeta), en el que a través de una larga conversación con el escritor y periodista Javier Menéndez Flores, narra los aspectos principales de su trayectoria profesional y de su vida personal. Además, habla por primera vez del resto de los miembros de su familia. Entre otras confesiones destaca que durante muchos años se sintió culpable de la muerte de su hermano, a quien su madre mantenía al margen de las drogas y cuyo relevo no cogió al fallecer ésta.
A comienzos de 2010 confirmó una operación de cáncer de útero a la que fue sometida en diciembre de 2009 y de la que salió recuperada totalmente. El 14 de mayo de ese mismo año se casó con su pareja, el cubano Pablo Durán, de manera civil en el castillo de Viñuelas ante la presencia de más de 400 invitados entre los que se encontraban grandes personalidades españolas como Carmen Sevilla o la Duquesa de Alba con su hija Eugenia, así como de sus hijos, Elena y Guillermo y la de sus hermanas Rosario Flores y Antonia González. Tras diez años de relación y casi cinco de matrimonio, a principios de 2015 se separaron.
El 12 de octubre de 2018 nació en Madrid su primer nieto, Noah Sierra Furiase, convirtiéndose en abuela por primera vez a sus espléndidos sesenta años. Posteriormente, el 4 de julio de 2022 nació en Madrid su nieta, Nala Sierra Furiase, ambos hijos de su hija Elena Furiase. 
Entre los numerosos premios y condecoraciones destacar el Premio Goya a la mejor actriz revelación en 2002 por su papel en la película Rencor; la  Medalla de Oro al Mérito en las Bellas Artes concedida el 18 de febrero de 2019 y que fue entregada de manos de los Reyes de España en Córdoba, o el Premio a la Excelencia de los Grammy Latino 2024 por su trayectoria musical, premio que recogió el 14 de noviembre de 2024.

## Trayectoria profesional

### Como cantante

#### 1975-1979
Debutó en el mundo de la música a finales de 1975, con tan solo 17 años, con la canción Amor, amor, obra del compositor y guitarrista jerezano Paco Cepero, que en un principio estaba compuesta para el grupo Los Marismeños. El empresario y productor Tomás Muñoz fue el encargado de lanzarla al estrellato. Debido a ello, se coló en el número uno de la lista de los 40 principales, éxito que la llevó a alcanzar la popularidad y conseguir Discos de Platino en España y en América, continente que pisaría por primera vez de la mano de la popular Carmen Sevilla, quién la presentaría ante el público latino. Su repertorio se centraba en temas melódicos de amor y desamor, interpretados con un matiz y un timbre de voz particulares, propios de la artista.
En esta década lanzó otros tres trabajos titulados "Abrázame" en 1976, "Mi carta" en 1977 y "Espérame" en 1978, con los que volvió a conseguir Disco de Platino en España y América.
Entre los temas que popularizó en estos años se encuentran Amor, amor, Qué será de mí, No renunciaré, Sí pero no o Lo voy a dividir.
En 1979 se embarcó en un gira mundial junto a su madre, Lola Flores y su tía Carmen Flores con el espectáculo El concierto de las Flores con el que llegaron incluso actuó en el Madison Square Garden de Nueva York.

#### 1980-1989
A inicios de esta década continuó también con los espectáculos El concierto de las Flores y La Saga de las Flores que se iniciaron a finales de los años 70 y donde cantó junto a su madre y su tía, Carmen. En estos espectáculos, que tuvieron lugar tanto por España como por América Latina, participó también la actriz, cantante y presentadora Carmen Sevilla.
Durante los ochenta se centró por completo en su carrera musical, aunque el éxito que consiguió en los años anteriores se fue apagando en España, fruto del cambio cultural, la aparición de la movida y los nuevos gustos que terminaron casi despreciando todo lo proveniente de etapas anteriores. En estos años, se centró principalmente en América Latina y Miami.
Continuó su contrato con la CBS y editó cinco discos titulados: Seguir soñando en 1980, Atrévete en 1982, Águila real en 1983, Para volver en 1985 y Locura de amor en 1987 con el que consiguió un nuevo Disco de platino en América.
En 1986 consiguió el premio a la mejor cantante de habla hispana de manos de la comunidad latina de Miami, a raíz del éxito que obtuvo con el tema «Estúpido».

#### 1990-1999
Comenzó la década con la discográfica Horus, con la que editó tres álbumes. El primero de ellos Madrugada en 1990, Con sabor a menta en 1991 y La vida pasa en 1994.
Volvió a unirse a su madre, formando un dúo musical incluso televisivo con el que popularizaron por España y América el tema Apuesta por el amor, compuesta por Paco Cepero para el disco Homenaje de Lola Flores; trabajo en el que participó junto a otros artistas de la talla de Rocío Jurado, Julio Iglesias o Celia Cruz. Ambas interpretaron por primera vez esta canción en el homenaje a Lola Flores que se le rindió en Miami y posteriormente en diversos programas de televisión donde acudieron como invitadas o presentados por ellas mismas.
También llegó a interpretar copla española gracias a sus colaboraciones en diversos programas de televisión dedicados exclusivamente a la copla como el presentado por Carlos Herrera en Canal Sur TV o el de Consuelo Berlanga en Antena 3, así como en posteriores actuaciones junto a su madre en programas propios.
En 1994 interpretó junto a sus hermanos, Antonio y Rosario, la canción que sirvió de cabecera a la serie protagonizada por su madre El coraje de vivir en Antena 3. En ese mismo año, TVE dedicó un especial de Lolita con motivo de la presentación de su disco Y la vida pasa, donde actuó junto a su padre Antonio González, el grupo Ketama o junto a Los Panchos, todo ello ante la presencia de la ministra de Cultura o de su propia madre, ya enferma.
La muerte de su madre y la de su hermano Antonio supuso un antes y un después en la carrera profesional de Lolita y por ello, también en la de su faceta como cantante. Fueron años de transición donde fue abandonando poco a poco el hilo de sus discos anteriores para reencontrarse con nuevos estilos, algo que se llegó a percibir incluso en su puesta en escena y en su look, pasando de lo clásico y tradicional a lo desenfadado.
Aunque los discos no terminaron de despuntar en España, sí que tuvieron mayor recorrido (presentaciones en teatros, TV) y relevancia en los medios que sus trabajos anteriores, manteniendo su privilegiada posición en Latinoamérica, donde se hizo muy popular el tema Te voy a hacer la vida imposible.
Editó dos álbumes con BMG-Ariola, Quién lo va a detener en 1995 y Atrasar el reloj en 1997. En ambos incluyó temas que su hermano le dejó compuestos antes de fallecer, y en 1995 asumió todos los conciertos que tenía firmados su hermano, participando en la banda sonora de la película El efecto mariposa junto con ketama (contrato que tenía firmado Antonio Flores).
TVE le dedicó un especial en 1995 con motivo de la presentación de su disco Quién lo va a detener, aunque en esta ocasión no fue en un teatro como la presentación del disco de 1994, sino en un estudio de la cadena, ante un público joven y con ambiente más íntimo. En estos momentos popularizó también la canción de su hermano, Una espina.

#### 2000-2009
En la década del 2000 volvió a relanzarse como cantante tras varios años de actividad irregular. Desde 1997 Lolita no sacaba al mercado un disco, a pesar de acudir a diversos programas de televisión para interpretar sus canciones, incluso cantar a dúo con figuras de la talla de Raphael, como así lo ha venido haciendo como artista invitada en sus especiales de Nochebuena para TVE.
Fue en el año 2000 cuando el cantante mexicano Armando Manzanero le propuso interpretar a dúo el bolero Somos novios. Esta canción la volvió a poner en el plano musical gracias a sus actuaciones conjuntas.
Fue fichada por la discográfica Warner y editó su exitoso disco Lola, Lolita, Lola con el que, después de tantos años de bagaje, consolidó un estilo propio y vendió más de 100 000 copias en España, consiguiendo varios Discos de Platino, gracias a la interpretación de boleros y rumbas como Sarandonga o Mía; trabajo con el que volvió a dar un giro a su estilo musical.
En 2001 participó en la grabación del tema 'Hay que volver a empezar' lanzado desde la Plataforma de Artistas Mujeres Españolas contra la Violencia de Género. En la canción, compuesta por Ángeles Muñoz, participó junto a otras importantes figuras de la talla de Rocío Jurado, Cristina del Valle, Lucrecia, Marilia, Greta y los Garbo, Alazán, Clara Montes, Papá Levante, Melody, Sole Giménez, Ángeles Muñoz, Celia Villalobos, Belinda Washington, Cristina Almeida, Nieves Herrero, Nuria Roca, María Adánez, Silvia Abascal, Concha Cuetos, Isabel Gemio, Ana Blanco, Rosa María Mateo o Blanca Fernández Ochoa.
En 2002 volvió a sacar nuevo disco, Lola, Lolita, Dolores, con el que consiguió Disco de Oro y Premio Dial gracias a canciones como Parapapá o Tomasa.
En 2004 volvió a sacar un nuevo disco, Si la vida son dos días, título también de la que terminó siendo una de las canciones más populares de este trabajo, y que ONCE la tomó como sintonía de su campaña de promoción de ese año.
En 2005 editó un disco homenaje a su madre coincidiendo con el décimo aniversario de su muerte bajo el título Y ahora Lola... un regalo a mi madre. Gracias a este trabajo, donde versionó a su manera los temas del repertorio de Lola Flores, la nominaron a los premios de la música como mejor álbum de canción española.
A finales de ese mismo año protagonizó junto a Rocío Jurado una de las últimas actuaciones de la vida de la chipionera en el especial que TVE le dedicó bajo el título Rocío siempre. Ambas interpretaron el tema que compuso José Luis Perales para el disco Homenaje de Lola Flores en 1990 Dejándonos la piel, donde cantó junto a Rocío la canción que su madre cantó en aquel homenaje que le rindieron en Miami.
En 2006 finalizó el año con dos conciertos conjuntos con su hermana Rosario Flores en Puerto Rico y Miami, donde actuaron cada noche ante más de 5000 personas, siendo el primer proyecto profesional que realizaron juntas.
Editó su álbum más experimental en el año 2007 bajo el título Sigue caminando producido por Javier Limón con el que se adentró en el jazz, el pop-rock, la bossanova y los ritmos cubanos. Con este álbum cantó por primera vez en el Palacio de la Música Catalana de Barcelona.
Durante estos años, fue una de las artistas indispensables en los especiales de Nochebuena que el cantante Raphael ha venido protagonizando en TVE, con quien ha cantado a dúo no sólo canciones, sino también villancicos.
Ha participado en duetos en los trabajos discográficos editados en esta década por artistas como Moncho, Celia Cruz, Manu Tenorio o José Flores entre otros. Entre ellos destacó el llevado a cabo en el Gran Teatro Liceo de Barcelona en el concierto Rosario y Amigos protagonizado por Rosario Flores y que fuese emitido por TVE y editado en DVD, y donde ambas hermanas interpretaron la canción Esta tarde vi llover ante un abarrotado y entregado teatro que se volcó con este número.
También acudió a numerosos programas musicales para interpretar sus canciones, así como a Galas y especiales de televisión como los dedicados a Carmen Sevilla, el de la Violencia de Género, donde interpretó una versión de la conocida canción Y no me importa nada de la cantante Luz Casal, que llegó a incluir en su disco "Lola, Lolita, Dolores" o los especiales de Eurovisión entre otros, así como las distintas giras que llevó a cabo tanto por España como por América Latina.
En 2009, su proyecto principal durante este año y el más ambicioso de su carrera fue la gira De Lolita a Lola, iniciada en enero en La Coruña y que recorrió casi toda la geografía española. Llenó el Arriaga de Bilbao, estuvo en Pamplona en los San Fermines o en Alicante en el Festival de Teatro Lucentum, entre otros lugares. En noviembre de 2009 llevó el espectáculo a Miami, Puerto Rico, México...
Otros de los acontecimientos importantes en esta década fue su viaje a Cuba en donde además de participar en el Cubadisco (Premiación a la discografía Cubana y colaboraciones extranjeras), realizó un espectáculo en el Teatro Karl Mark con más de 2000 visitantes y conoció a importantes figuras públicas de la música y el arte de la isla como, por solo mencionar algunos, la maestra Celina González, Abel Prieto y el reconocido estilista Luisito Barrios.
Fue un concierto intimista reforzado con fotos, montajes audiovisuales y pequeños monólogos, al estilo de las grandes artistas norteamericanas y donde interpretó canciones de su repertorio de toda la vida, con sonidos diferentes.

#### 2010-2019
Comenzó la década con la gira "De Lolita a Lola" con la que repasó sus 35 años en el mundo de la música. Con motivo de ello, en marzo de 2010 llegó al Teatro Calderón de Madrid, donde actuó después de quince años durante dos semanas con un lleno absoluto. Allí grabó un álbum en directo en formato CD+DVD, en el que colaboraron artistas de la talla de Alejandro Sanz, Malú, Rosario Flores, Charo Reina, José Mercé, Melendi o Pastora Soler entre otros, quienes la acompañaron interpretando junto a ella las canciones más populares o exitosas de su carrera.
El disco salió a la venta en junio de 2010, entrando directamente al puesto n.º 9 de la lista promusicae y manteniéndose en el top 20 durante el primer mes. Además, fue nominado al año siguiente a los Premios de la Academia de la Música como mejor disco de canción española (ganaría Pastora Soler y su disco en directo). Fue su debut con la discográfica Vale Music. Con respecto a la gira, además de los conciertos de Madrid, estuvo también en Barcelona y en EE. UU.
A final de año fue homenajeada en la gala El disco del año en TVE por sus 35 años de carrera.
Hasta el momento ha sido su último trabajo discográfico.
En septiembre de 2011 y tras tener que cancelar algunos conciertos debido a un esguince, retomó su espectáculo De lolita a Lola, que en esta ocasión disfrutaron en Colombia y República Dominicana, plena de fuerzas y completamente recuperada.
A finales de ese año participó en algunos duetos con otros artistas, apareciendo así en el disco en directo de José Manuel Soto cantando a dúo el tema "Abrázame" y junto al Dúo Dinámico en su disco de duetos interpretando la balada "Perdóname" que fue muy bien recibida por la crítica, ensalzando el potencial en el timbre de voz de Lolita para este tipo de temas. Además, en la Gala ONCE de TVE (11/11/11) interpretó junto a una reproducción de su hermano Antonio Flores el tema "Siete vidas" en una impresionante actuación con montaje técnico incluido (la primera vez que en España se utilizó este innovador sistema) que fue la actuación más aplaudida de la noches.
En 2012 realizó los últimos bolos de la gira "De Lolita a Lola" por España (Segovia) y América ( Bogotá) y se presentó en un espectáculo conjunto junto a su hermana Rosario Flores en el festival Starlite de Marbella. El de Marbella fue el primer y único concierto que ofrecieron en España, pues el espectáculo estuvo organizado para el público americano. Llevaron el show por Miami, República Dominicana y México en lo que fue la primera etapa del Tour Las Flores, una versión moderna de aquel espectáculo El Concierto de las Flores" que hizo con Lola y Carmen a finales de los 70, principios de los 80.
En 2013 ambas hermanas completaron otra etapa del Tour Las Flores por Hispanoamérica, visitando Costa Rica, Ecuador y Colombia (Bogotá, Medellín y Cali).
En mayo de 2014 estrenó en Madrid el concierto Con otro aire, en el que rescató temas de su repertorio que, en su día pasaron inadvertidos y que, a día de hoy, con las tablas que le han dado los años y la seguridad recuperada en sí misma, reinterpretó como nadie. Fue sobre todo, una nueva ocasión para oír temas de principios de los 90 que han sido oportunamente rescatados, así como temas claves de su repertorio y una nueva selección de boleros, presentados de manera muy intimista, con cuatro músicos y sin ninguna corista. El resultado fue un concierto cantado desde las entrañas y del que se tuvo la idea de presentar en forma de Gira por España pero que tuvo que abandonarse porque en septiembre se estrenó en la sala pequeña del Teatro Español el monólogo La Plaza del Diamante que la mantiene ocupada hasta la fecha. En este concierto tuvo lugar la apuesta de largo en el mundo de la música de su hijo Guillermo Furiase, quien actuó como guitarrista dentro del conjunto musical que acompañó a la artista.
En diciembre de 2014 pudo cumplir uno de sus sueños, cantar a dúo junto a Juan Manuel Serrat la canción Mediterráneo. Ello tuvo lugar en el especial de Nochebuena que protagonizó el cantante en TVE y donde Lolita acudió como invitada, presentación del trabajo "Antología desordenada" de Serrat.
En 2015 participó en el número musical de la apertura de la Gala de los Premios Goya en la canción Resistiré cantando junto al cantante Miguel Poveda, donde ambos protagonizaron un beso.
En 2016 colaboró en el disco de la artista cubana Arahí Martínez "Desde mis raíces". Ambas interpretaron la canción El cuarto de Tula.
En enero de 2019 participó en el concierto homenaje póstumo del cantante y tío de la artista Moncho. Durante el concierto, Lolita expresó en su actuación la fuerza interior y la necesidad de volver a los escenarios para interpretar sus canciones. En abril de 2019 actuó en The Fillmore Miami Beach de la ciudad de Miami con su hermana Rosario Flores. En el mes de noviembre volvió a cruzar el charco para actuar nuevamente con su hermana en el "United Palace" de Manhattan, New York, en un espectáculo que contó con la participación del cantante Miguel Poveda.
En este año de 2019 pudimos verla colaborando en el nuevo disco de Carlos Vives, en el que ambos han interpretado la mítica canción La casa en el aire. Canción del "Homenaje a Escalona" desarrollado por Sura, José Gaviria y Fundación Sura, apoyando en esta ocasión a la Fundación Rafael Escalona, conmemorando 10 años de su muerte.
A finales de 2019 actuó en el programa La Voz Kids de Antena 3 TV junto a dos de los niños partícipes, interpretando la canción de su hermana Rosario Flores "Como tú" a quién le devolvió la dedicación que en su momento le hizo su hermana componiendo la letra de dicho tema.
No obstante, en este último año de la década, la artista se mostró rotunda ante el panorama musical en España y confesó no necesitar de ninguna casa de discos para crear un posible nuevo espectáculo de cara al 2020, algo que, debido al COVID-19 no llegó a suceder. Lolita necesita la música y así lo ha demostrado en sus últimas actuaciones ante el público americano, tierra en la que siempre se ha sentido más valorada como cantante que en su propio país.

#### 2020 - actualidad
Tal y como comentó en una entrevista a finales de junio de 2020 en un programa de televisión, Lolita tenía pensando regresar a América en una pequeña gira para interpretar sus canciones, en esta ocasión sola y sin la compañía de su hermana, algo que haría también de manera puntual en España. No obstante, la pandemia del COVID-19 y el confinamiento obligado al que estuvieron expuestos todos los españoles, hizo que dichas actuaciones se pospusieran sin fecha concreta.
En el especial de Nochebuena de 2020 que TVE dedicó al cantante Pablo Alborán, interpretó a dúo la canción Mía que tan popular hizo en la década del 2000.
En agosto de 2021 la pudimos ver nuevamente actuando tras varios años después en el Starlite Marbella junto a su hermana, Rosario Flores y el cantante Antonio Carmona.
El 16 de diciembre de 2021 actuó en The Fillmore de Miami Beach con el espectáculo Lolita, siempre Lolita, finalizando el año musicalmente.
En septiembre de 2022 acudió al programa Déjate querer de Telecinco, presentado por Toñi Moreno. En él fue sorprendida por su hijo Guillermo Furiase, quien interpretó una canción y fue acompañado por Lolita. 
En 2023 se estrenó "Arriba los corazones" un concierto-homenaje a Antonio Flores que tuvo lugar el 24 de noviembre en el Palacio Vistalegre de Madrid. En él se reunieron familiares y amigos donde se encontraba Lolita, así como otros artistas invitados como Vanesa Martín, Miguel Ríos, David Summers y Antonio Carmona, quienes interpretaron algunas de las canciones más emblemáticas del artista. El evento, que también coincidió con el centenario del fallecimiento de su madre, Lola Flores, fue un tributo a su legado musical y a su capacidad para conectar con el público. 
En 2024 recibió el Premio a la Excelencia de los Grammy Latino 2024 por toda su trayectoria musical, algo que la emocionó sobremanera, reconociéndose así sus casi cincuenta años de carrera profesional musicalmente hablando.  En agosto de este mismo año la vimos cantar en un concierto ofrecido por su hijo Guillermo Furiase, quien contó con la participación de su madre, cantando los dos a dúo. 
En 2025 se estrenó el videoclip de la canción "Al que le pique" de Kiki Maya, que contó con la colaboración musical de Lolita Flores y Antonio Carmona. A finales del mes de agosto de este mismo año, Lolita anunció a través de sus redes sociales su colaboración musical con la artista cubana Albita Rodríguez. Esta colaboración surge del encuentro entre ambas en los Premios Grammy del año anterior y el deseo de Albita de recuperar para la música a Lolita, con la esperanza de que se animara a no dejarla nunca. De esta manera surge el dueto, dando vida a la canción "Cántale a la vida".  
Actualmente se encuentra algo más apartada del mundo de la música debido a que, como ella misma ha llegado a decir públicamente en algunos medios de comunicación, "ninguna casa discográfica me contrata", por lo que se encuentra más centrada en su faceta como actriz y en la televisión. Aun así, colabora musicalmente en aquellos proyectos propuestos por amigos y conocidos. 

### Como actriz

#### Cine

##### 1975-1999
Tras una primera inclusión en el cine con pocos años de edad en la película protagonizada por sus padres, Lola Flores y Antonio González, bajo el título La Gitana y el charro, en 1976 protagonizó junto al actor Máximo Valverde su primera película bajo el título Haz la loca... no la guerra dirigida por José Truchado.
Tras su inclusión en el cine, Lolita dejó apartada su faceta como actriz tras no convencerle ni a ella ni a sus padres los guiones que recibía, por lo que pasó a centrarse más en su carrera como cantante.

##### 2000-2009
A pesar de haber seguido actuando como actriz en algunas series de televisión, hubo de esperar veinticinco años para volverla a ver en la gran pantalla, a la que regresó por la puerta grande para protagonizar su segunda película titulada Rencor y dirigida por Luis Miguel Albaladejo. Gracias a su interpretación en esta película ganó en 2002 el Goya a la mejor actriz revelación por su interpretación. En ella encarnó a Chelo Zamora, una cantante de poca reputación que se reencontró con su antiguo amor para vengarse.
A pesar de haber conseguido un Goya, no fue hasta 2006 cuando regresó al cine para protagonizar junto al actor Juan Diego la película Fuerte apache dirigida por Mateu Androver donde interpretó a Carmen. En 2007 participaría en el telefilme La princesa del polígono dando vida a Gracia.
En 2008 interpretó el papel de Tía Lorenza en la película El libro de las aguas dirigida por Antonio Giménez-Rico, quien la dirigió por primera vez como actriz en 1975. En esta ocasión trabajó por primera vez en la gran pantalla junto a su hija Elena Furiase, con quien ya lo hice en 2007 en la serie El Internado.

##### 2010-2019
Hubo de esperar a 2014 para verla participar en la película dirigida por Carlos Iglesias 2 francos, 40 pesetas dando vida a Antoñita de la Puebla, una folclórica de los años 70.
En 2015 rodó un nuevo trabajo filmográfico bajo el título Luz de Soledad, dirigida por Pablo Moreno y donde interpreta a Antonia, madre de Santa Soledad, protagonizada por Laura Contreras y donde actuó también su hija Elena Furiase. La película fue estrenada en los cines en octubre de 2016.
En el verano de 2016 rodó junto a Luis Mottola el corto de terror Carne dirigida por Alejandro Marcos y donde da vida a una esquizofrénica. También en julio de ese mismo año y al estar relacionado con el cine, presentó e incluso interpretó dos de sus canciones en la XXVIII Gala Inaugural del Festival de Cine de L´Alfás del Pi. Su última aparición en una película ha sido en  Paella Today!, largometraje dirigido por César Sabater y que se ha rodado en Valencia. Lolita encarna a la fallera Dolores, una madre irreverente, divertida y fuera de lo común.

##### 2020-Actualidad
En esta nueva década, Lolita ha participado en varios proyectos cinematográficos como es el caso de la película dramática "Venus" en 2022, dirigida por Víctor Conde, donde coincidió con su hija Elena Furiase. 
También en 2022 se estrenó el documental "19. Solos ante la verdad", dirigido por Javier Kuh donde once grandes actores y actrices españoles se desnudan ante la cámara para revelar qué experiencia positiva y transformadora han vivido durante estos difíciles momentos. Entre este elenco encontramos a Lolita. 
En enero de 2024 se estrenó la comedia Palacio Estilistas, una película española dirigida por Moisés Martín en su ópera prima. Lolita da vida a Pepa Postigos. 
En 2025 tuvo lugar el rodaje de la nueva película que protagonizará, siendo un thriller policiaco titulado Mallorca confidencial dirigido por David Ilundáin. En él dará dará vida a la Chusa y verá la luz en 2026. En octubre de este mismo año se estrenó la película-documental Flores para Antonio, como homenaje a su hermano, Antonio Flores, en el treinta aniversario de su fallecimiento. 

#### Televisión

##### 1975-1989
Antes de darse a conocer como cantante en 1975, ese mismo año fue presentada como actriz bajo el nombre de Lola González Flores en un capítulo de la serie de TVE Cuentos y Leyendas bajo el título "La buena vida" del escritor Armando Palacio bajo la dirección de Antonio Giménez-Rico. En él compartió escenas con Antonio Ferrandis o María Luisa Ponte. Posteriormente, no participó en ninguna otra serie hasta la década de los noventa.

##### 1990-1999
Durante su etapa en Antena 3 retomó su faceta de actriz tras 17 años y lo hizo participando en un capítulo de la serie Farmacia de guardia en 1993 y en varios capítulos de la serie Los ladrones van a la oficina en 1994, donde compartió papel junto a su hermano Antonio Flores, quien hacía de su marido y también junto a su madre, Lola Flores.
En octubre de 1996 se incorporó a la segunda temporada de la exitosa serie protagonizada por Lina Morgen en TVE Hostal Royal Manzanares. En ella dio vida a Juncal, una gitana cleptómana que quería probar suerte en el mundo de la música y que, debido a su relación con Lucas, terminó siendo una nueva huésped del Hostal. En la serie se mantuvo hasta 1997 tras intervenir en 17 capítulos entre finales de la segunda temporada, a lo largo de la tercera y a comienzos de la cuarta y última temporada.
En 1997 participó en un capítulo de la saga Entre Morancos y Omaítas protagonizada en TVE por los humoristas Los Morancos.

##### 2000-2009
En el año 2000 la vimos en un capítulo de la serie de Antena 3 Manos a la obra.
En 2001 participó con un papel puntual en dos series de TVE, por un lado en la serie El botones Sacarino, en dos capítulos interpretando a Bego y en la serie Academia de baile Gloria, protagonizada por Lina Morgan, con la que volvió a coincidir tras trabajar juntas en Hostal Royal Manzanares. En esta serie interpretó a Lola Heredia, una famosa cantante con una vida parecida a la de la propia Lolita. Aquí interpretó su éxito musical del momento Sarandonga. También en este año colaboró en un steckts del programa Omaíta en la Primera junto a los humoristas Los Morancos.
En 2003 apareció en un capítulo de la exitosa serie 7 vidas de Tele 5 interpretando a una pitonisa y trabajó en el telefilme de Antena 3 Historia de Estrella. También colaboró nuevamente con Los Morancos en su programa El Retorno de Omaíta en TVE dando vida a la profesora del famoso Yoshua, hijo de Antonia.
En 2004 regresó a Antena 3 para ser la protagonista por primera vez de una serie de televisión. De esta forma, dio vida durante varias temporadas a la protagonista de la serie La sopa boba producida por José Luis Moreno. Julia Fuertes, una mujer recién divorciada de su marido y que se pone al frente junto a sus hijos y un grupo de trabajadores de un hotel arruinado. Por otro lado, en este año dio vida a Paloma Guzmán durante cinco capítulos de la cuarta temporada de la serie longeva Hospital Central en Tele 5.
En 2005 volvió a participar en otra serie de Tele 5, El comisario, en uno de sus capítulos.
En 2007 participó en el primer capítulo de la serie El Internado de Antena 3, donde Lolita hizo de madre de su propia hija Elena Furiase, quien se estrenaba como actriz en el papel de Victoria y volvió a colaborar en uno de los sketchs del programa Morancos 007 junto a los humoristas sevillanos en TVE.
Su última intervención durante esta década en series de televisión fue en la serie de Antena 3 El síndrome de Ulises en 2008. En ella dio vida a Dolores, la madre de Rai, durante varios capítulos, trabajando por primera vez junto a su sobrina Alba Flores, quien también apareció en esta serie.

##### 2010-2019
En 2010 participó en Unió musical Da Capo la coproducción de Albena Teatre y Conta Conta Produccions para Canal 9. La actriz interpretó el papel de una andaluza que llega al pueblo de Benitaulell para reconstruir la historia de la agrupación musical de su ciudad natal. Poco a poco, su investigación de carácter histórico-cultural implica a Lolita en la vida cotidiana del municipio.
Su principal proyecto profesional en 2011 fue la incorporación con papel fijo en la serie sitcom de Telecinco Vida loca, protagonizada por Toni Cantó. La serie no cosechó el éxito esperado y no fue renovada.
En 2014 participó con papeles eventuales en la serie Ciega a Citas en Cuatro o en la exitosa serie La que se avecina en Telecinco dando vida a Carmen, la madre de uno de los personajes de la telecomedia, Nines.
Nuevamente la pudimos ver en 2015 en un capítulo de otra de las series de Cuatro, Gym Tony, dando vida a la Esfinge, una bailaora de flamenco. En 2016 participó en un capítulo de la serie ¿Qué fue de Jorge Sanz? 5 años después, haciendo de sí misma.
En 2017 volvió a encarnar a Carmen, la madre Nines Chacón en la 10.ª temporada de la exitosa serie de Telecinco La que se avecina donde ya la vimos por primera vez en la 8.ª temporada junto al actor Manuel Morón, que hace de su marido.
En abril de 2018 se confirmó su incorporación en la serie Centro Médico emitida por TVE donde interpretó a la enfermera Manuela González durante 61 episodios. Lolita estuvo acompañada por su hija Elena Furiase que dio vida a una doctora, Eva Soria. En sus 900 capítulos la serie mostró su clara vocación de servicio público, con una combinación de entretenimiento e información rigurosa sobre salud.

##### 2020-Actualidad
A finales de agosto de 2021, Movistar+ estrenó en el Festival de Vitoria, el FesTVal, la serie documental  "Lola", dedicada a la figura de Lola Flores con la que se ensalza a La Faraona y que la plataforma de televisión estrenará el 23 de octubre. Lolita Flores junto a su hermana Rosario Flores y su tía, Carmen Flores, han jugado un papel fundamental en la realización de la misma.
La serie, a través de sus cuatro capítulos, narra la vida de la artista gracias a la participación de hasta 44 personas entre las que se encuentran las propias hermanas Flores y Carmen Flores, hermana de Lola, Encarnita Polo, Rosalía, María Peláe o Silvia Pérez Cruz entre otras.
En 2023 la pudimos ver en un papel protagonista en Las invisibles, siendo así la primera serie de televisión por internet española en la que participa como actriz. Se trata de una de comedia dramática creada por Héctor Lozano para SkyShowtime. Está protagonizada también por María Pujalte, Yoshira Escárrega, Paula del Río, Paula Mirá, Yaël Belicha y Elena Irureta. Se estrenó en la plataforma el 5 de junio de 2023 con gran éxito. La serie cuenta la historia de cinco mujeres que trabajan de camareras de piso en un hotel de lujo en la Costa del Maresme, teniendo que lidiar con las duras condiciones de trabajo mientras intentan rehacer sus propias vidas. 

#### Teatro

##### 2005-2009
Lolita debutó en el teatro con la obra de Nilo Cruz Ana en el trópico (ganadora del premio Pulitzer en 2003) que se representó durante 2005 y 2006 por toda España con gran éxito de crítica y público.

##### 2010-2019
Inició la década interpretando a Doña Brígida en la obra de teatro Don Juan Tenorio en el año 2010, aunque no fue hasta 2012 cuando comenzó a consolidar su inclusión en el teatro gracias a distintas obras como Sofocos centrada en cómo las mujeres afrontan la menopausia. En esta obra interpretó distintos personajes junto a las actrices Paz Padilla, Ana Hurtado y Fabiola Toledo. Debido al gran éxito de la obra, el 4 de julio de 2013 iniciaron la segunda edición bajo el título Más Sofocos, pero esta vez junto a Loles León, Alicia Orozco y Fabiola Toledo. Con ambas obras recorrió gran parte de España.
En 2014, el director Joan Ollé se fijó en Lolita para interpretar a la Colometa en la clásica obra La plaza del diamante de la catalana Mercedes Rodoreda. Se trata del drama de una mujer que debe sobreponerse a distintas desgracias durante la postguerra española, un clásico de la literatura catalana y todo un reto interpretativo que la ha hecho brillar nuevamente como actriz dramática. El proyecto se pensó para estar en cartel dos meses en el teatro español pero, fue tal el éxito de crítica y público que inició una gira por toda España, convirtiéndose en el gran papel de Lolita hasta la fecha.
En 2015 la obra salió de gira por toda España con el "no hay carteles" y con exitosas paradas en Cataluña, cuna de la obra, convirtiendo a Lolita en la actriz que más veces ha interpretado a la Colometa, anteriormente encarnada por las actrices Ana Belén, Jessica Lange o Sílvia Munt.
Durante el verano de 2015, mientras dio descanso a su gira por España con la obra La plaza del diamante, Lolita protagonizó la obra La Asamblea de las Mujeres junto a María Galiana y Pastora Vega entre otros actores, obra dirigida por Juan Echanove y con la que también ha cosechado grandes éxitos gracias a su papel de Praxágora.
Lolita alcanzó en 2016 las 400 representaciones de La plaza del diamante La obra fue reestrenada en Madrid en el teatro Bellas Artes donde permaneció durante dos meses en cartel. Simultáneamente y tras dar descanso a la misma durante los meses de verano como ya hiciese en 2015, reestrenó en julio la obra La Asamblea de las Mujeres en el teatro La Latina, para posteriormente salir de gira por España.
En febrero de 2017 concluyó la obra La Asamblea de las Mujeres con gran éxito de público y taquilla. Días más tarde se dio a conocer la nueva obra de teatro que protagoniza desde el mes de abril junto al actor Luis Mottola con el que compartió también cartel en el corto Carne. La nueva obra se titula Prefiero que seamos amigos de Laurent Ruquier y se estrenó en el teatro La Latina de Madrid donde estuvo en cartel hasta el mes de junio. Se trata de una comedia francesa protagonizada por dos amigos, tan cercanos y tan cómodos en la compañía del otro, que cuando uno de ellos quiere cambiar las reglas de la amistad, el otro está totalmente cegado y es incapaz de ver más allá. Tras su estancia en el teatro madrileño, se emprendió la gira por España, algo que continúa en la actualidad. En ella da vida a Claudia.
En julio de 2017 Lolita vistió Argentina y Chile donde retomó su afamada y exitosa obra La plaza del diamante tras su éxito de taquilla obtenido en España. En un primer momento estuvieron programadas pocas funciones, sin embargo, tal fue el éxito alcanzado que la obra permaneció en cartel durante varios días más debido a la demanda del público. Fue así como en América actuó por primera vez como actriz y no como cantante, que es como la conocían hasta el momento.
En el verano de 2018 Lolita volvió a pisar el teatro romano de Mérida tras el éxito que cosechó con la obra La Asamblea de las Mujeres, convertida en la más taquillera del Festival. En su nueva participación protagonizó con gran éxito de críticas en la 64 edición del mismo la obra Fedra de Paco Bezerra junto a los actores Juanjo Artero y Tina Sániz entre otros. En ella da vida a Fedra, reina de la Isla del Volcán. Tras su estreno en Mérida, la obra está recorriendo gran parte de España gracias a la gira iniciada en el mes de septiembre, cosechando grandes datos tanto en críticas con en taquilla.
Comenzó 2019 con la gira de la obra Fedra que finalizó en junio de este mismo año con gran éxito en taquilla y en críticas. En el mes de julio comenzó un nuevo proyecto teatral bajo el título La fuerza del cariño dirigido y readaptado por la actriz Magüi Mira y donde vuelve a compartir cartel con Luis Mottola junto a los actores Antonio Hortelano y Marta Guerras. En esta obra da vida a Aurora una madre viuda que celebra la vida cada día y que, junto a sus compañeros de escena, se convierten en auténticos supervivientes.
Lolita Flores estrenó en 2023 la obra teatral "Poncia", un monólogo escrito y dirigido por Luis Luque, que toma como punto de partida a la mítica criada de "La casa de Bernarda Alba" de Federico García Lorca para ofrecer una nueva visión del personaje y de la obra original. La obra fue presentada en el Teatro Español de Madrid y desde entonces ha girado por diferentes ciudades españolas. 

##### 2020 - Actualidad
Esta nueva década la comenzó con la gira que la está llevando por toda España con la obra estrenada en verano de 2019 con gran éxito La fuerza del cariño dirigido y readaptado por la actriz Magüi Mira y donde vuelve a compartir cartel con Luis Mottola junto a los actores Antonio Hortelano y Marta Guerras. Sin embargo, la pandemia del COVID-19 que azoló el país la obligó a Lolita a confinarse en casa como así lo hizo el resto de los españoles. Ello provocó que desde el 13 de marzo, la obra quedara suspendida al no poderse llevar a cabo ningún tipo de trabajo.
Durante este confinamiento, la actriz ideó y creó la productora Lerele Producción y que dio a conocer a finales del mes de junio en una de sus primeras entrevistas en televisión tras el confinamiento. Lolita dijo así "He montado mi propia productora, Lerele Producción, el nombre me vino del cielo, estaba libre", "No solo quiero producir mi propia obra, quiero producir a otros y buscar talento. He hecho esto del teatro porque quiero dar trabajo".
De esta forma, Lolita volvió de la mano de su propia productora al teatro y lo hizo el 15 de julio de 2020 con una obra producida por ella misma bajo el título "Llévame hasta el cielo", una comedia dirigida por Juan Carlos Rubio y donde vuelve a compartir cartel con el actor Luis Mottola, siendo la música de su hijo Guillermo Furiase y donde interviene de manera telefónica su hija Elena Furiase. Se estrenó en el Teatro Galileo de Madrid, sabiéndose que el gobierno permite el 75 % del aforo permitido. No obstante, en octubre de 2021 tuvo que cancelar los compromisos que tenía debido a un problema de ciática, que la obligó a tomar dicha decisión, permitiéndose un descanso en su trabajo en el teatro hasta 2022.
Sin embargo, no fue hasta junio de 2023 cuando dio a conocer en sus redes sociales el cartel de lo que sería su próxima obra de teatro, Poncia, escrito y dirigido por Luis Luque, a partir de La Casa de Bernarda Alba de Federico García Lorca. La obra, supone un homenaje a su madre, la gran Lola Flores, pues Lola llegó a comentar en alguna entrevista que le habrían propuesto hacer dicha obra de teatro pero que, por diversas circunstancias, nunca pudo llevarse a cabo. Su hija, de esta manera está cumpliendo con creces y gran éxito el sueño de su madre de interpretar este papel dramático, algo que sigue haciendo en la actualidad por toda la geografía española. 

### Como colaboradora y presentadora de programas y galas en televisión

#### 1992-1999
En octubre de 1992 inició su faceta como presentadora de televisión junto a su madre, la popular Lola Flores. El nacimiento de las cadenas privadas de televisión en España hicieron que madre e hija fuesen reclamadas para formar parte de sus plantillas de presentadores, siendo Antena 3 la que ofreció el formato que ambas buscaban.
Fue en este momento cuando Lola y Lolita se pusieron al frente del programa de variedades Sabor a Lolas. Por este espacio pasaron conocidos cantantes, actores o políticos tanto nacionales como internacionales y donde las Lolas entrevistaban a sus invitados e interpretaban sus canciones, así como conversaciones de temas de actualidad entre ambas. Debido a su éxito, se emitió de manera semanal hasta el cierre de temporada en 1993.
Tal fue el éxito alcanzado durante estos años por el tándem compuesto por las Lolas que en febrero de 1995, Lolita volvió a presentar con su madre un programa similar al llevado a cabo en Antena 3 pero, en esta ocasión, fue TVE quien apostó por las dos artistas para presentar el programa semanal Ay Lola, Lolita, Lola, que finalizó meses después debido al fallecimiento de Lola Flores en el mes de mayo de 1995. Al programa acudieron artistas invitados que fueron entrevistados por ambas y donde tenían lugar actuaciones musicales, así como sketchs interpretados por madre e hija y la predicción del futuro de los artistas por la bruja Lola.
En 1996 y tras la muerte de su madre y su hermano, presentó por primera vez a solas un programa de televisión, en esta ocasión lo hizo en Canal Sur TV bajo el título Con otro aire al que acudieron cantantes y famosos que fueron entrevistados por ella misma.
En 1999 se incorporó a Canal Nou donde presentó junto a Juan y Medio el programa un Siglo de canciones donde ambos hacían un repaso por las canciones y los cantantes más populares del siglo XX.
Durante esta década acudió a diversos programas y galas de televisión para cantar sus canciones, ser entrevistada o como concursante en programas de variedades.

#### 2000-2009
Tal fue la popularidad que alcanzó la pareja televisiva Lolita - Juan y Medio que TVE no dudó en apostar por ellos. Ambos se pusieron al frente de dos programas de televisión consecutivos entre los años 2000 y 2001, Tu gran día y El verano de tu vida. En el primero de ellos daban la oportunidad a jóvenes promesas a que se abriesen paso en el mundo de la música, mientras que en el segundo presentaban las actuaciones musicales de diversos cantantes que pasaron por el programa.
También en el año 2000 presentó el interesante monográfico bajo el título Tirititrán en La 2, programa musical y de entrevistas centrado en el mundo del flamenco.
En 2002 pasó a Telecinco para presentar junto a Rosa Villacastín y Belinda Washington el programa Grandiosas. En dicha cadena también presentó la Gala Miss Verano 2002, no siendo la única gala para cuyas presentaciones fuese reclamada, así la vimos también presentado la Gala de Noche Vieja en TVE de 2008-2009 o Galas en Canal Sur TV como las del verano de 2005 y la del Día de Andalucía de 2004 nuevamente junto a Juan y Medio.
En 2004 colaboró para presentar con Carmen Sevilla, Dani Martín y El Sevilla el programa especial de Nochebuena con Los Lunnis en TVE
En 2008 colaboró semanalmente en la mesa de debates del programa Espejo público de Antena 3
No sólo la pudimos ver en televisión en su faceta de presentadora, también siendo entrevistada por múltiples programas a los que acudió también para interpretar sus canciones o como concursante en programas de variedades.

#### 2010-2019
En 2012 TVE la reclamó como presentadora de la gala Música para mi madre emitida en el mes de mayo. En esta gala, por donde pasaron cantantes de la talla de Sergio Dalma, Chenoa o Rosario Flores, Lolita hizo de showoman, pudiéndola ver en duetos inéditos junto al cantante Víctor Manuel o la cantante Inma Serrano, con monólogos o incluso llegando a soplar las velas de su 54 cumpleaños.
Durante 2014 participó en la mesa de debates del programa Amigas y conocidas en TVE y también participó como miembro del jurado en alguna edición del programa El pueblo más divertido de España en TVE.
A finales de septiembre de 2015 fue sonada su incorporación junto a Shaila Dúrcal como miembros del jurado en la cuarta temporada del programa musical Tu cara me suena en Antena 3 sustituyendo así a Mónica Naranjo y a Marta Sánchez. Su presencia en el programa supuso su renacer televisivo. Su naturalidad, espontaneidad y el "buen rollo" que llevó a la mesa del jurado la convirtieron en el sello de identidad de la nueva edición, la más vista del formato hasta la fecha. En este programa hizo célebre una inesperada sección al contar sus "Anécdotas" con los distintos cantantes que los concursantes tenían que imitar.
Debido al éxito en su participación en el mencionado programa, desde octubre de 2016 a marzo de 2017 la pudimos ver nuevamente formando parte del jurado en la exitosa quinta temporada del programa Tu Cara me suena junto a Ángel Llácer, Carlos Latre y la cantante Chenoa que sustituyó en esta ocasión a Shaila Dúrcal. En la gala final de la quinta temporada emitida el 3 de marzo, Lolita confirmó su presencia en la sexta temporada del programa que dará comienzo tras el verano. No obstante, debido a otros compromisos profesionales no formó parte del jurado del nuevo programa Tu cara no me suena todavía que contó nuevamente con la presencia de Mónica Naranjo, que regresó al formato tras haber sido sustituida por Lolita.
Durante los primeros meses de 2017 presentó el programa No pierdas el compás y que se emitió en las cadenas autonómicas Canal Sur TV, Aragón TV y Castilla-La Mancha TV. Se trataba de un talent show cuyo objetivo fue enfrentar a tres equipos formados por tres miembros de la misma familia. Todos ellos tenían que superar todo tipo de pruebas para demostrar sus habilidades musicales. El programa ha estado compuesto por doce entregas que se emitieron de manera semanal y del que, hasta el momento, se desconoce si contará con una segunda temporada.
Tras los rumores surgidos en torno a Lolita como la nueva presentadora del recordado En tu casa o en la mía que en su momento presentó Bertín Osborne en TVE, la cadena pública confirmó a finales de febrero de 2017 el nuevo programa que se estrenó a inicios del mes de agosto de 2017 presentado por Lolita Flores. La artista regresó así a TVE como presentadora cinco años después tras la gala Música para mi madre con un espacio de entrevistas bajo el título Lolita tiene un plan producido por Getmusic. En una casa alquilada durante el verano compartió confidencias y diversión con una serie de invitados muy especiales y conocidos que la acompañaron durante los cuatro programas que han compuesto la primera temporada.
Desde septiembre de 2017 a marzo de 2018 Lolita volvió a participar en la sexta temporada del programa Tu cara me suena, sumando así tres temporadas en el programa. Durante esta temporada compartió durante una de las galas, mesa de jurado con su hija Elena Furiase.
Desde finales del mes de septiembre de 2018 hasta febrero de 2019 pudimos ver a Lolita cada noche de viernes dentro de la plantilla que conformó el jurado en la séptima temporada de uno de los programas estrella Tu cara me suena en Antena 3 TV sumando así cuatro temporadas como miembro del Jurado de este exitoso programa de televisión.
A finales de 2019 participó en el programa La Voz Kids en Antena 3 TV como asesora de su hermana Rosario Flores, una de las coachs del mítico programa que lo fue de Telecinco y que ha pasado a emitirse en dicha cadena.
Como es sabido, acudió a programas de televisión tanto para ser entrevistada como para interpretar sus canciones, concursar o formar parte de mesas de debates de actualidad.

#### 2020-Actualidad
Lolita comenzó el año 2020 participando en la octava edición de uno de los programas estrellas de Antena 3 TV, Tu cara me suena, sumando así cinco ediciones como jurado. La artista volvió a formar parte del mítico jurado junto a junto a Ángel Llácer, Carlos Latre y Lorena Santos. Debido a la aparición de la pandemia provocada por COVID-19, el programa fue emitido hasta marzo de 2020 con la gala 11, viéndose afectada de esta forma la octava temporada. No obstante, las restantes galas se empezaron a emitir en noviembre de 2020, celebrándose la final el 8 de enero de 2021.
El 21 de septiembre de 2021, Lolita se estrenó como colaboradora en la sección La Tetulia del mítico programa El hormiguero de Antena 3 TV, al que ya había acudido en numerosas ocasiones como invitada durante sus emisiones en antena.
El 5 de noviembre de 2021 se estrenó la 9.ª temporada del programa Tu cara me suena de Antena 3 TV en su décimo aniversario. Lolita Flores volvió a formar parte del jurado en la nueva edición de este espacio musical que congrega a más de un millón de espectadores cada semana.
El 24 de marzo de 2023, Lolita vuelve como jurado en la 10ª temporada del ya consolidado programa Tu cara me suena en Antena 3 TV. En septiembre de ese mismo año y tras la finalización del concurso musical, Lolita se sumó a la nueva plantilla de colaboradores del programa Tardear en Telecinco, que presenta la periodista Ana Rosa Quintana. 
El 12 de abril de 2024 se estrenó la 11ª temporada del concurso Tu cara me suena en Antena 3 TV, donde Lolita volvió a repetir como jurado. 
A principios de 2025 y tras la polémica surgida en torno a unas declaraciones vertidas por la diseñadora y colaboradora de TV Ágatha Ruiz de la Prada sobre el pueblo gitano, a quien Lolita no dudó en contestar, anunció su marcha del programa Tardear, alegando los múltiples compromisos profesionales que se les venía encima. De esta forma, en febrero de 2025 Lolita abandonó su puesto de colaboradora cuando el programa dejó de ser presentado por Ana Rosa Quintana, que volvió a las mañanas de Telecinco. Dicho programa fue cancelado en julio de 2025. 
También en 2025, concretamente el 4 de abril, se estrenó la nueva temporada del programa Tu cara me suena, donde volvió a repetir como una miembro consolidada y querida del jurado más carismático de la TV en la 12ª temporada, todo un hito en la televisión de España. 

### Diseñadora y empresaria
En 2008 Lolita se estrenó como empresaria al ver plasmados sus diseños en complementos tales como toallas, bolsos, camisetas,... donde las protagonistas principales eran las gitanas. Abrió una tienda con su propia marca en el centro de Madrid que terminó cerrando por no funcionar como se esperaba. A finales de ese año también dio a conocer una serie de joyas bajo su firma, gracias al diseño propio de pulseras, pendientes, brazaletes y collares. Los problemas económicos terminaron envolviendo a esta nueva apuesta de la mayor de los Flores y le costó más momentos amargos que dulces.
A mediados de 2020 y tras la crisis padecida por el confinamiento a causa del COVID-19, Lolita anunció la creación de su propia productora "Lerele producción", gracias a la cual, pretende crear obras de teatros, tanto propias como otras, con el fin de generar trabajo para ella misma y para otros compañeros.

### Publicidad
Durante la década de 2000 también fue reclamada por algunas marcas para protagonizar sus anuncios publicitarios en televisión, tales como Farmatint o Crismona.
El 21 de enero de 2021 se convirtió en noticia al haber formado parte de un anuncio publicitario que revolucionó al país. La marca de cerveza Cruzcampo resucitó a Lola Flores para promocionar su spot publicitario gracias a la tecnología. Lola reivindicaba el acento español, en este caso el acento andaluz y Lolita puso la voz a su madre. El tratamiento de la voz gracias a los programas informáticos, hizo que el tono de voz de Lolita se pareciese al de su madre, siendo el resultado exitoso para el público. Lola Flores estuvo más viva que nunca.
El 1 de diciembre de 2021 salió el spot navideño de la marca El Almendro protagonizado por Lolita y sus hijos Elena Furiase y Guille Furiase. Alrededor de una tradicional mesa navideña que simula la Nochebuena, los tres cantan junto a otros comensales la sintonía navideña de esta conocida marca de turrón, siendo la primera vez que los tres comparten proyecto juntos.

## Discografía
| Año  | Disco                                                              | Nota                                        |
| ---- | ------------------------------------------------------------------ | ------------------------------------------- |
| 1975 | Amor, amor                                                         | Disco de platino en España y América Latina |
| 1976 | Abrázame                                                           | Disco de platino en España y América Latina |
| 1977 | Mi carta                                                           | Disco de platino en España y América Latina |
| 1978 | Espérame                                                           | Disco de platino en España y América Latina |
| 1980 | Seguir soñando                                                     |                                             |
| 1982 | Atrévete                                                           |                                             |
| 1983 | Águila real                                                        |                                             |
| 1985 | Para volver                                                        |                                             |
| 1987 | Locura de amor                                                     | Disco de platino en América Latina          |
| 1990 | Madrugada                                                          |                                             |
| 1991 | Con sabor a menta                                                  |                                             |
| 1994 | Y la vida pasa                                                     |                                             |
| 1995 | Quién lo va a detener                                              |                                             |
| 1997 | Atrasar el reloj                                                   |                                             |
| 2001 | Lola, Lolita, Lola                                                 | Disco de platino en España (#4)             |
| 2002 | Lola, Lolita, Dolores                                              | Disco de oro en España                      |
| 2004 | Si la vida son 2 días                                              |                                             |
| 2005 | Y ahora Lola. Un regalo a mi madre                                 |                                             |
| 2007 | Sigue caminando                                                    |                                             |
| 2010 | De Lolita a Lola - CD+DVD en directo. Grandes éxitos               |                                             |
| 2013 | De Lolita a Lola - CD+DVD en directo. Grandes éxitos-mis recuerdos |                                             |

## Filmografía
| Año  | Película                     | Director                     | Personaje             | Nota                             |
| ---- | ---------------------------- | ---------------------------- | --------------------- | -------------------------------- |
| 1964 | La gitana y el charro        | Gilberto Martínez Solares    | Niña                  | Película - Comedia musical       |
| 1976 | Haz la loca... no la guerra  | José Truchado                | Lola Reyes            | Película - Comedia               |
| 2002 | Rencor                       | Miguel Albaladejo            | Chelo                 | Película - Drama                 |
| 2003 | Historia de Estrella         | Manuel Estudillo             | Madre de Estrella     | Película de TV                   |
| 2006 | Fuerte Apache                | Mateu Adrover                | Carmen                | Película - Drama                 |
| 2007 | La princesa del polígono     | Rafa Montesinos              | Gracia                | Película de TV                   |
| 2008 | El libro de las aguas        | Antonio Giménez-Rico         | Tía Lorenza           | Película - Drama                 |
| 2014 | 2 francos, 40 pesetas        | Carlos Iglesias              | Antoñita de la Puebla | Película - Comedia               |
| 2016 | Luz de soledad               | Pablo Moreno                 | Antonia Acosta        | Película - Drama                 |
| 2017 | Carne                        | Alejandro Marcos             | Lucrecia              | Corto - Terror                   |
| 2017 | Paella today                 | César Sabater                | Dolores               | Película - Gastrocomedia         |
| 2022 | Venus                        | Víctor Conde                 | Paloma                | Película - Drama                 |
| 2022 | 19. Solos frente a la verdad | Javier Kuhn                  | Lolita Flores         | Documental                       |
| 2023 | Palacio Estilistas           | Moisés Martín                | Pepa Póstigo          | Película - Comedia               |
| 2025 | Flores para Antonio          | Isaki Lacuesta, Elena Molina | Lolita Flores         | Documental                       |
| 2025 | Mallorca confidencial        | David Ilundáin               | Chusa                 | Película - Thriller \| Policíaco |

## Series de televisión
| Año        | Serie                                  | Canal           | Personaje                      | Notas         |
| ---------- | -------------------------------------- | --------------- | ------------------------------ | ------------- |
| 1975       | Cuentos y leyendas: "La buena vida"    | La 1            | Amparo                         | 1 episodio    |
| 1992       | Farmacia de Guardia                    | Antena 3        | Lolita Flores                  | 1 episodio    |
| 1993-1994  | Los ladrones van a la oficina          | Antena 3        | Carmela                        | 6 episodios   |
| 1996-1997  | Hostal Royal Manzanares                | La 1            | Juncal                         | 12 episodios  |
| 1997       | Entre Morancos y Omaítas               | La 1            | Vecina                         | 1 episodio    |
| 2000       | El botones Sacarino                    | La 1            | Bego                           | 2 episodios   |
| 2000       | Manos a la obra                        | Antena 3        |                                | 1 episodio    |
| 2001       | Academia de baile Gloria               | La 1            | Lola Heredia                   | 1 episodio    |
| 2001       | Omaíta en la Primera                   | La 1            | Hija del Rey Mondongo          | 1 episodio    |
| 2003       | 7 vidas                                | Telecinco       | Pitonisa                       | 1 episodio    |
| 2003       | Historia de Estrella                   | Antena 3        | Madre de Estrella              | Telefilme     |
| 2003       | El retorno de Omaíta                   | La 1            | Profesora de Yoshua            | 1 episodio    |
| 2004       | Hospital Central                       | Telecinco       | Paloma Magán                   | 4 episodios   |
| 2004       | La sopa boba                           | Antena 3        | Julia Fuentes                  | 110 episodios |
| 2005       | El comisario                           | Telecinco       | Paloma                         | 1 episodio    |
| 2007       | El Internado                           | Antena 3        | Madre de Vicky                 | 1 episodio    |
| 2007       | Morancos 007                           | La 1            | Prima Lolita                   | 1 episodio    |
| 2007       | La princesa del polígono               | TV3             | Gracia                         | Telefilme     |
| 2008       | El síndrome de Ulises                  | Antena 3        | Dolores                        | 13 episodios  |
| 2010       | Unió Musical Da Capo                   | Canal Nou       | Adela                          | 1 episodio    |
| 2011       | Vida loca                              | Telecinco       | Amelia                         | 20 episodios  |
| 2014       | Ciega a citas                          | Cuatro          | Fernanda                       | 1 episodio    |
| 2014; 2017 | La que se avecina                      | Telecinco       | Carmen Villanueva              | 2 episodios   |
| 2015       | Gym Tony                               | Cuatro          | La Esfinge                     | 1 episodio    |
| 2016       | ¿Qué fue de Jorge Sanz? 5 años después | #0              | Lolita Flores                  | 1 episodio    |
| 2018       | Centro médico                          | La 1            | Manuela González               | 61 episodios  |
| 2021       | Lola                                   | Movistar Plus + | Lolita Flores                  | 4 episodios   |
| 2023       | Las invisibles                         | SkyShowtime     | Esperanza "Espe" Medina García | 8 episodios   |

## Programas de televisión
Lolita ha presentado diversos programas de televisión centrados en variedades, principalmente musicales y de entrevistas, así como diversas galas en distintas cadenas españolas. También ha asistido como invitada a muchos programas de televisión para ser entrevistada, para cantar, para concursar o bien para colaborar en alguna dinámica del formato.
- Sabor a Lolas (1992-1993) (Antena 3) Presentó junto a Lola Flores.
- Y la vida pasa (1994) (TVE) Presentación en directo de su disco.
- ¡Ay Lola, Lolita, Lola!'' (1995) (TVE) Presentó junto a Lola Flores.
- Quién lo va a detener (1995) (TVE) Presentación en directo de su disco.
- Con otro aire (1996) (Canal Sur TV) Presentadora.
- Un siglo de canciones (1999) (Canal 9 TV) Presentó junto a Juan y Medio.
- 2000 canciones (2000) (Canal 9 TV) Presentó junto a Juan y Medio.
- Tu gran día (2000) (TVE) Presentó junto a Juan y Medio.
- El verano de tu vida (2000) (TVE) Presentó junto a Juan y Medio
- Tirititrán (2001) (La 2 de TVE) Presentadora.
- Grandiosas (2002) (Telecinco) Presentó junto a Rosa Villacastín y Belinda Washington.
- Gala - Miss Verano 2002 (2002) (Telecinco) Presentó junto a Jesús Cabrero y Carlos Latre.
- Gala- Día de Andalucía (2004) (Canal Sur TV) Presentó junto a Juan y Medio.
- Galas de verano (2005) (Canal Sur TV) Presentó junto a Pedro Rollán.
- Gala Nochebuena - Nochebuena Andaluza 2007 (Canal Sur) Presentó junto a Manolo Sarriá.
- Espejo público (2008) (Antena 3) Colaboradora.
- Gala Nochebuena - Nochebuena Andaluza 2008 (Canal Sur) Presentó junto a Manolo Sarriá.
- Gala - Música para mi madre (2012) (TVE) Presentadora.
- Amigas y conocidas (2014-2015) (TVE) Colaboradora.
- El pueblo más divertido de España (2014) (TVE) Miembro del Jurado.
- Tu cara me suena (2015 - presente) (Antena 3) Miembro del Jurado. Temporadas: 4ª, 5ª, 6ª, 7ª, 8ª, 9ª, 10ª, 11ª y 12ª.
- No pierdas el compás (2017) (Canal Sur TV, Aragón TV y CMMedia) Presentadora.
- Lolita tiene un plan (2017) (TVE) Presentadora.
- La Voz Kids (2019) (Antena 3) Asesora de la coach Rosario Flores.
- El hormiguero 3.0 (2021) (Antena 3) Colaboradora.
- Tardear (2023 - 2025) (Telecinco) Colaboradora

## Teatro
- Ana en el trópico como Conchita (2005)
- Don Juan Tenorio como Brígida (2010)
- Sofocos con papeles varios (2012-2013)
- Más sofocos con papeles varios (2013-2014)
- La plaza del diamante como Natalia (2014-2017)
- La asamblea de las mujeres como Praxágora (2015-2017)
- Prefiero que seamos amigos como Claudia (2017-2018)
- Fedra como Fedra (2018-2019)
- La fuerza del cariño como Aurora (2019-2020)
- Llévame hasta el cielo (2020-2021)
- Poncia (2023)

## Libros
- Lolita. Flores y alguna espina (2010) Libro de memorias en forma de una larga conversación con el escritor y periodista madrileño Javier Menéndez Flores.
- Madres e Hijas (2021). Se trata de un audiolibro donde Lolita y su hija, Elena Furiase, unen sus voces para narrar una serie de textos sobre la maternidad de autoras como Rosa Chacel, Carmen Laforet, Almudena Grandes o Carmen Martín Gaite, gracias a la empresa de Amazon Audible, editado y prologado por la escritora Laura Freixas, que ya se encargó de hacerlo en otra publicación con el mismo título en1996.
- Jodidísimas (2021). Se trata de una serie en audiolibro que narra la historia de cinco mujeres que se encuentran en una urbanización marbellí de lujo a medio construir, uno de tantos fraudes inmobiliarios de la costa española. Están jodidísimas, sí, pero también dispuestas a hacer lo que sea por seguir luchando. Lo que sea. Hasta lo más jodidísimo. Una comedia descacharrante sobre mujeres, libertad y un crimen surrealista en la Marbella post crisis. La lista de narradores la completan Lolita Flores, Cayetana Guillén Cuervo, Anne Igartiburu, Alberto Amman, Carlos Scholz oMariola Fuentes. Se trata de una novela de María Dueñas, dirigida y adaptada por Mona León Siminiani.

## Premios
- Premio a la mejor cantante de habla hispana por su tema Estúpido. Miami 1986.
- Premio Goya a la actriz revelación por Rencor. 2002.
- Premio Dial 2003. Disco Lola, Lolita, Dolores.
- Premio a la mejor actriz del Festival de Cine de Valencia 2006. Película La princesa del polígono.
- Llave de la ciudad de Miami. 2012.
- Medalla de Oro al mérito en las Bellas Artes en 2017[6]
- Premio Ondas 2022 mejor actriz Podcast por "Jodidisimas".
- Premio Grammy Latino a la Excelencia Musical 2024.